# Восточная Бухара
Восточная Бухара — научное название территории в основном юго-восточной части Таджикистана и частично южного Узбекистана, которая в 1870—1880 годах окончательно закрепилась за Бухарским эмиратом.

## География

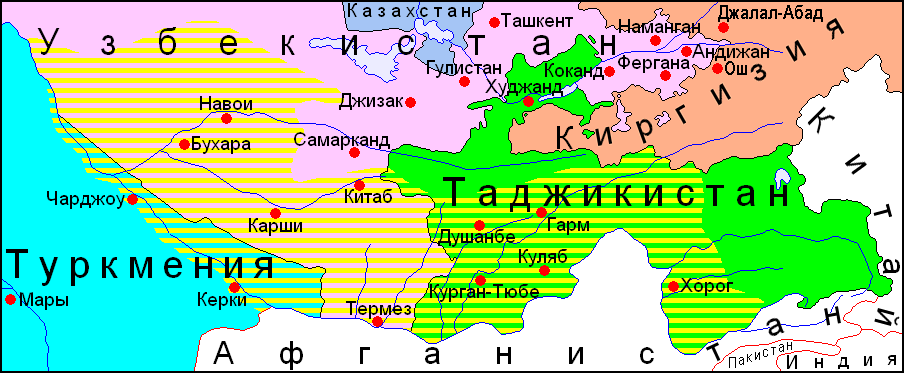
Восточная Бухара в современных границах Таджикистана

К 1870-м годам, к моменту окончательного присоединения к Бухарскому эмирату Восточная Бухара была ограничена на севере Гиссарским хребтом, на юге — рекой Амударья, по значительной части которой проходил рубеж между Восточной Бухарой и Афганистаном, на востоке — плоскогорьем Восточного Памира и на западе — отрогами Памиро-Алая. В ней были организованы восемь бекств: Бальджуанское, Гиссарское, Дарвазское, Денауское, Кабадианское, Каратегинское, Кулябское, Курган-Тюбинское и не составлявший особого бекства — Западный Памир, в которой вошли, как компенсация бухарскому эмиру за отторгнутый от эмирата Запянджский Дарваз, восточная часть Шугнана, Рушана и северная часть Вахана.

## История

### Феодальная раздробленность края
На протяжении длительного исторического периода Восточная Бухара, вплоть до второй половины XIX века, оставалась крайне отсталым и изолированным. В её экономике господствующее положение, как и раньше, занимали патриархально-феодальные отношения. В отдельных районах, в частности в высокогорных, сохранились некоторые формы пережитков первобытно-общинного строя. Вследствие низкого экономического уровня и политической раздробленности её население по-прежнему находились на крайне низкой ступени общественного развития. Население как равнинных, так и высокогорных местностей в основном занималось земледелием и скотоводством, которые носили экстенсивный характер. Для Юго-восточных районов современного Таджикистана характерным являлось натуральное хозяйство с наличием меновой торговли. Междоусобные феодальные войны, периодические эпидемии и голодовки, разорительные набеги одних феодалов на других приносили горе и нищету жителям Восточной Бухары.
Слабое развитие экономики, отсутствие нормальных условий для торговли между отдельными областями страны при наличии феодальной раздробленности во многом тормозили создание единого устойчивого централизованного феодального государства в Восточной Бухаре. В этих условиях попытки отдельных представителей феодальных владетелей — беков, миров, шахов объединить страну под главенством одного из них, оставались безуспешными. Отсутствие единой устойчивой централизованной государственной власти способствовало образованию множества мелких феодальных уделов, глава каждого из которых, в свою очередь, претендовал на роль управителя края в целом.
Во второй половине XIX века наиболее видными претендентами на роль правителей юго-восточных районов современного Таджикистана являлись гиссарские беки, которые, опираясь на помощь и поддержку шахрисабзо-китабских беков, временами отстаивали свою независимость от Бухарского эмирата. В то же время они старались подчинить себе владетелей других более мелких уделов. Так, начиная со второй половины XIX века, в связи с возвышением Кулябского бекства, владетель его Сары-хан предпринимал ряд попыток объединить под своё главенство ряд мелких феодальных владений, причём он не ограничивался пределами юго-восточных районов современного Таджикистана, но и вмешивался во внутренние дела приграничных областей Афганистана.

### Полное подчинение края Бухарскому эмирату

Флаг Бухарского эмирата

Феодальная раздробленность края явилась причиной неоднократных попыток со стороны Бухарского эмирата и Кокандского, Кундузского, Бадахшанского ханств подчинить к своему влиянию юго-восточные районы современного Таджикистана. Бухарские правители неоднократно нападали на Гиссарскую долину, кокандские — на Каратегин и Дарваз, а кундузо-бадахшанские на западные районы Памира.
Подчинение юго-восточных районов современного Таджикистана и западных районов Памира этим государствам не было постоянным. Как только государства эти ослабевали, то их вассальные владения отпадали от них и становились самостоятельными. В целом характерной особенностью истории основных феодальных уделов юго-восточных районов современного Таджикистана и Памира являлось то, что вопреки неоднократным нападениям бухарских, кокандских и кундузо-бадахшанских правителей они вплоть 1870—80 годов сумели сохранить свою полу-самостоятельность. Окончательно они были подчинены соседним государствам, когда, в противовес России, значительно укрепилось влияние Великобритании в Афганистане. В связи с тем, что политическая и социальная обстановка в сопредельном Афганистане была нестабильной, а граница между Афганистаном и Восточной Бухарой не была демаркирована, по русско-бухарскому договору её охрана была передана российской приграничной страже. Лишь при всесторонней помощи и поддержке Российской империи бухарскому эмиру удалось полностью подчинить своему влиянию основные районы юго-восточного современного Таджикистана.
Следовательно, успешные наступления бухарских войск в глубь юго-восточных районов Таджикистана стало возможным лишь после того, когда Бухарский эмират вошёл в сферу влияния Российской империи и лишь только при поддержке царских войск бухарскому эмиру удалось захватить указанные районы.

### Центр басмачества

Флаг басмачей

В 1920 году советской властью была организована Бухарская операция, боевые действия частей Красной Армии Туркестанского фронта, под командованием М. В. Фрунзе при поддержке национальных формирований, представлявших движение младобухарцев и бухарских коммунистов, с целью свержения бухарского эмира 29 августа — 2 сентября 1920 года во время Гражданской войны.
Операция по ликвидации власти эмира заняла не более недели, причем основная цель операции была полностью достигнута. Быстрота и энергия, с которыми была проведена операция, и её успех явились результатом тщательной подготовительной работы, которая отличала Фрунзе как полководца. Бухарской контрреволюции был нанесен решительный удар. Все последующие операции Красной Армии в Бухаре свелись к ликвидации остатков этой контрреволюции. Пространственность театра и его трудные условия наложили на эти операции свой отпечаток в том отношении, что они сильно затянулись во времени. В целях окончательного изгнания из пределов Бухары бывшего эмира, засевшего с группой приверженцев сначала в Байсуне, а затем в Душанбе, и советизации Восточной Бухары советские войска, преодолевая все препятствия и неблагоприятные условия местности и климата, в 1921 г. в так называемой гиссарской экспедиции продвинулись вглубь Восточной Бухары и окончательно вытеснили сторонников эмира из пределов Бухарской народной республики. Однако эта экспедиция, предпринятая в виде рейда одной кавалерийской дивизии с приданными ей небольшими пехотными частями, не дала прочных результатов в силу отсутствия планомерной работы по политико-административному закреплению тыла. Колонны красноармейцев, совершив несколько далеких походов в самые глухие места Восточной Бухары, к наступлению осени вынуждены были отойти на зимние квартиры ближе к своим базам, так как в силу плохого обеспечения и организации тыла им начало угрожать стратегическое истощение. Советскую власть в Восточной Бухаре закрепить не удалось, чем и воспользовались местные противники революции на следующий год.
В октябре 1921 в Бухару прибыл Энвер-паша, бывший военный министр Османской империи, получивший в Москве поручения и полномочия от Совнаркома РСФСР для реформ в Бухаре. За короткое время Энвер-паша разочаровался в советской власти и выдвинул идею единого тюркского среднеазиатского мусульманского государства. Вместо того, чтобы склонить, как ему было поручено, басмачей на сторону Красной Армии, он объединил разрозненные отряды басмачей по всей стране в единую армию и выступил против Советской Власти.
В 1922 году местная контрреволюция, пользуясь расколом в рядах совершивших революцию сил, вновь пыталась начать активное сопротивление. Руководство этим сопротивлением взял на себя Энвер-паша, один из бывших деятелей младотурецкой партии. Появившись в Восточной Бухаре ранней весной 1922 года, Энвер-паша пытался увлечь за собой народные массы лозунгами панисламизма и антикоммунизма. Эта попытка поначалу удалась. Контрреволюционная деятельность Энвера-паши в Восточной Бухаре была прекращена новым походом туда Красной Армии. В нескольких боях Энвер-паша был разбит, а в одной из стычек убит.